# 民政事務專員列表
下表列出1997年7月1日香港回歸後，十八區歷任民政事務專員 （英語：District Officer）。專員是各區民政事務處的主管，同時是地方行政上職級最高的公務員職位，屬於首長級薪級表第2點的職位，一般由政務主任職系的公務員出任，部分由行政主任職系的公務員出任。

## 港島

### 中西區民政事務專員
1. 李鍾美裕：1997年7月1日－2001年7月15日 [2]
2. 黃保華：2001年7月16日－2004年10月14日[3]
3. 尤桂莊：2004年10月15日－2008年9月30日
4. 何吳靜靜：2008年10月2日－2012年5月13日
5. 周可喬：2012年5月14日－2016年1月17日
6. 黃何詠詩：2016年1月18日－2020年6月29日 [4]
7. 梁子琪：2020年6月30日－2025年2月12日 [5]
8. 鄭建瑩：2025年2月13日－

### 東區民政事務專員
1. 李金忠：1997年7月1日－2000年12月22日
2. 謝美珊：2001年1月8日－2003年6月22日
3. 曹振華：2003年6月23日－2009年10月2日
4. 許英揚[a]：2009年10月5日－2013年11月30日 [6]
5. 鄧如欣：2013年12月2日－2018年6月12日[7]
6. 陳尚文：2018年6月13日－2025年4月21日 [8]
7. 黎旨軒：2025年4月22日－

### 南區民政事務專員
1. 許林燕明：1997年7月1日－1999年4月18日
2. 葉李杏怡：1999年4月19日－2001年8月31日
3. 劉國材：2001年9月3日－2005年8月7日
4. 任雅玲：2005年8月8日－2007年12月23日
5. 黃彥勳：2007年12月24日－2012年3月4日
6. 衛懿欣：2012年3月5日－2014年7月25日
7. 周楚添[a]：2014年7月26日－2017年8月13日 [9]
8. 馬周佩芬：2017年8月14日－2019年12月30日 [10]
9. 鄭港涌：2019年12月31日－ 2025年3月9日[11]
10. 張佩珊：2025年3月10日－

### 灣仔民政事務專員
1. 鄧謝玉玲：1997年7月1日－1998年7月14日
2. 黃寶蓮[a]：1998年7月15日－2005年8月31日[12]
3. 袁貞爾[a]：2005年9月1日－2009年10月21日[13]
4. 陸綺華：2009年10月22日－2016年3月21日[14]
5. 陳天柱：2016年3月22日－2023年1月8日
6. 張雁伶：2023年1月9日－[15]

## 九龍

### 九龍城民政事務專員
1. 陳貴春：1997年7月1日－2000年10月31日
2. 鍾沛康：2000年11月1日－2002年7月18日
3. 楊潤雄：2002年7月19日－2005年7月31日 [16]
4. 王天予：2005年8月1日－2008年5月25日 [17]
5. 蘇婉玲：2008年5月26日－2012年3月31日 [18]
6. 徐耀良：2012年4月2日－2016年5月29日 [19]
7. 郭偉勳：2016年5月30日－2020年7月12日 [20]
8. 蔡敏君：2020年7月13日－2025年1月24日[21]
9. 蔣志豪：2025年1月25日－[22]

### 觀塘民政事務專員
1. 曾慶基：1997年7月1日－2000年8月13日
2. 雷潔玉：2000年8月14日－2002年3月31日
3. 林啟忠：2002年4月8日－2005年9月5日
4. 黃寶蓮：2005年9月6日－2009年11月25日 [23]
5. 區慶源[a]：2009年11月26日－2013年6月30日 [24]
6. 羅莘桉：2013年7月2日－2017年7月10日 [25]
7. 謝凌駿：2017年7月11日－2022年6月9日
8. 林兆康：2022年6月10日－2023年10月2日 [26]
9. 何立基：2023年10月3日－ [27]

### 深水埗民政事務專員
1. 梁志仁：1997年7月1日－1997年11月30日
2. 楊何蓓茵：1997年12月1日－2000年6月30日 [28]
3. 馮浩賢：2000年7月1日－2002年11月25日 [29]
4. 李美嫦：2002年11月25日－2004年5月30日 [30]
5. 葉大偉：2004年5月31日－2007年6月27日
6. 陳穎韶：2007年6月28日－2012年3月11日 [31]
7. 莫君虞：2012年3月12日－2016年6月26日 [32]
8. 李國雄：2016年6月27日－2020年12月13日[33]
9. 黃昕然：2020年12月14日－2025年5月5日 [34]
10. 王浩宇：2025年6月20日－

### 黃大仙民政事務專員
1. 賴黃淑嫻：1997年7月1日－2000年1月23日
2. 鄧仲敏：2000年1月24日－2006年2月19日
3. 黃珍妮：2006年2月20日－2010年5月9日
4. 蕭偉全：2010年5月10日－2013年11月24日 [35]
5. 蔡馬安琪[a]：2013年11月25日－2016年10月26日 [36]
6. 江潤珊：2016年10月27日－2020年7月17日 [37]
7. 黃智華：2020年7月18日－2023年9月2日 [38]
8. 胡鉅華：2023年9月3日－ [39]

### 油尖旺民政事務專員
1. 潘婷婷：1997年7月1日－1999年9月12日 [40]
2. 陳美嘉：1999年9月13日－2000年9月5日
3. 蔡志華[a]：2000年9月6日－2006年3月22日
4. 周慧芬[a]：2006年3月23日－2008年2月24日
5. 郭黃穎琦：2008年2月25日－2012年9月16日
6. 何小萍：2012年9月17日－2014年8月24日 [41]
7. 蔡亮：2014年8月25日－2020年3月17日 [42]
8. 余健強：2020年3月18日－ [43]

## 新界

### 葵青民政事務專員
1. 魏永捷：1997年7月1日－1999年4月18日
2. 周守信：1999年4月19日－2010年8月22日 [44]
3. 羅應祺：2010年8月23日－2018年5月27日 [45]
4. 鄭健：2018年6月29日－2022年9月12日 [46]
5. 鄧顯權：2022年9月13日－2025年8月10日 [47]
6. 梁乘龍：2025年8月11日－

### 北區民政事務專員
1. 黃漢豪：1997年7月1日－2006年6月6日
2. 黃宗殷：2006年6月7日－2009年7月22日
3. 陳羿：2009年7月23日－2012年11月25日
4. 尤建中：2012年11月26日－2017年8月20日 [48]
5. 莊永桓：2017年8月21日－2023年7月30日 [49]
6. 賴子堅：2023年7月31日－2025年7月20日 [50]
7. 卓穎然：2025年7月21日－

### 西貢民政事務專員
1. 丘世仁：1997年7月1日－2004年11月4日
2. 陳炳輝[a]：2004年11月5日－2009年9月15日 [51]
3. 胡錦賢：2009年9月16日－2011年11月30日 [52]
4. 蕭慕蓮：2011年12月1日－2017年10月8日 [53]
5. 趙燕驊[a]：2017年10月9日－2022年8月31日 [54]
6. 曾俊文：2023年1月16日－2023年10月16日 [55]
7. 馬瓊芬：2023年10月16日－ [56]

### 沙田民政事務專員
1. 黃美蓮：1997年7月1日－2001年5月28日
2. 黃海韻：2001年5月29日－2002年6月28日
3. 高慧君：2002年6月29日－2003年1月5日
4. 陳鈞儀：2003年1月6日－2006年7月6日
5. 黎志華：2006年7月7日－2009年2月1日
6. 杜彭慧儀：2009年2月2日－2012年12月4日
7. 何麗嫦：2012年12月5日－2016年11月6日 [57]
8. 陳婉雯：2016年11月7日－2020年6月14日 [58]
9. 黃展翹：2020年6月15日－2021年4月30日 [59]
10. 柯家樂：2021年5月14日－2023年8月24日 [60]
11. 余懷誠：2023年8月25日－ [61]

### 大埔民政事務專員
1. 呂建勳：1997年7月1日－2003年12月7日
2. 陳貴春：2003年12月8日－2006年2月28日
3. 潘太平：2006年3月1日－2009年10月11日
4. 李國彬：2009年10月12日－2012年1月15日 [62]
5. 鄭青雲：2012年4月26日－2013年9月8日 [63]
6. 蘇植良：2013年9月9日－2016年10月10日 [64]
7. 呂少珠[a]：2016年10月11日－2018年9月26日
8. 陳巧敏：2018年10月25日－ [65]

### 荃灣民政事務專員
1. 葉采芊：1997年7月1日－2003年11月30日
2. 陸仿真：2003年12月1日－2005年9月26日
3. 劉陳淑珍：2005年9月27日－2009年3月31日
4. 張岱楨：2009年4月3日－2012年5月13日
5. 葉錦菁：2012年5月14日－2021年10月17日 [66]
6. 區家盛：2021年11月29日－ [67]

### 屯門民政事務專員
1. 陳子敬：1997年7月1日－1998年1月4日
2. 王國彬：1998年1月5日－2000年8月6日
3. 林國強：2000年8月7日－2003年8月24日
4. 鍾少騰：2003年8月25日－2008年3月7日
5. 張國財：2008年3月8日－2012年5月6日[68]
6. 劉淦權：2012年5月7日－2016年1月24日 [69]
7. 馮雅慧：2016年1月25日－2023年6月25日 [70]
8. 關可臨：2023年6月26日－ [71]

### 元朗民政事務專員
1. 陳明鉅：1997年7月1日－1998年10月18日
2. 鄧智良：1998年10月19日－2004年7月31日 [72]
3. 陳欽勉：2004年8月2日－2008年10月5日 [73]
4. 楊德強：2008年10月6日－2013年1月8日 [74]
5. 麥震宇：2013年1月9日－2017年12月12日 [75]
6. 袁嘉諾：2017年12月13日－2021年4月28日 [76]
7. 胡天祐：2021年4月29日－ [77]

### 離島民政事務專員
1. 王國彬：1997年7月1日－1998年1月1日
2. 陳念德[a]：1998年1月2日－2003年10月5日
3. 馮浩然：2003年10月6日－2006年10月2日 [78]
4. 林聖傑：2006年10月3日－2010年9月5日 [79]
5. 劉錦泉：2010年9月6日－2013年1月13日
6. 李炳威：2013年1月14日－2020年7月17日 [80]
7. 楊蕙心：2020年7月18日－ [81]